# Karksi
Karksi è un ex comune dell'Estonia situato nella contea di Viljandimaa, nell'Estonia meridionale. Classificato come comune rurale, il centro amministrativo era la città (in estone linn) di Karksi-Nuia.
Il 24 ottobre 2017 è confluito, insieme ad Abja, Halliste e Mõisaküla, nel nuovo comune di Mulgi.

## Località
Oltre al capoluogo, il centro abitato comprende 20 località (in estone küla).
Ainja, Allaste, Hirmuküla, Karksi, Kõvaküla, Leeli, Lilli, Metsaküla, Morna, Muri, Mäeküla, Oti, Polli, Pärsi, Pöögle, Sudiste, Suuga, Tuhalaane, Univere, Äriküla.